# 二橋 (高雄市)
二橋，是臺灣高雄市小港區的一個傳統地域名稱，位於該區東南部。相較於今日行政區，其範圍大致包括鳳宮里東南部、山明里南半部不含西南部邊界地帶及西部南側凸出部分的西南側、坪頂里西南大半部不含西南端、龍鳳里東北部凸出部分的北端、鳳森里東北部凸出部分的東北端。
鳳山水庫位於本地區東部邊界地帶。

## 歷史
台灣日治初期，二橋地區為一街庄，稱為「二橋庄」（舊制街庄），隸屬於鳳山上里。該庄昔日西北與店仔後庄為鄰，北與中廍庄為鄰，東北與大坪頂庄為鄰，東與赤崁庄為鄰，東南邊為潭頭庄，南邊為王公廟庄，西南邊為中林仔庄，西邊為鹽水港庄、大人宮庄。
1901年（日治明治三十四年）11月11日，全台廢縣廳改設二十廳，該庄隸屬於鳳山廳。1904年（明治三十七年）5月3日，該庄編入「空地仔區」，隸屬於鳳山廳。1909年（明治四十二年）10月25日，全台合併二十廳為十二廳，空地仔區改隸屬於臺南廳。1920年（大正九年）10月1日，全台地方制度大改正，廢十二廳改設五州二廳，該庄改制為「二橋」大字，隸屬於高雄州鳳山郡小港庄（新制街庄）。
戰後小港庄改制為小港鄉，隸屬於高雄縣，大字亦改制為村。1950年（民國39年）10月1日，高、屏分治，小港鄉仍隸屬於高雄縣。1979年（民國68年）7月1日，省轄高雄市升格為院轄高雄市，同時將小港鄉併入成為小港區，村亦改制為里。2010年（民國99年）12月25日，高雄縣、市合併為新院轄高雄市。

## 聚落
本地區發展較早的聚落為二橋（已消失）、大草厝（已消失），在日治初期的官方地圖上已有記載。

## 交通
省道台17線又稱「西部濱海公路」，是甲南至水底寮的幹道，經過本地區中西部。由該道路北行可前往小港區小港市區、前鎮區/鳳山區西南端、苓雅區、前金區/新興區交界地帶、前金區、三民區等地；南行可前往林園區、屏東縣新園鄉、東港鎮、林邊鄉等地。

## 水利設施
- 鳳山水庫：大壩位於林園區境內，水庫水域大部分在本地區境內。